# Salinelles
Salinelles is een gemeente in het Franse departement Gard (regio Occitanie) en telt 451 inwoners (2004). De plaats maakt deel uit van het arrondissement Nîmes.

## Geografie
De oppervlakte van Salinelles bedraagt 8,9 km², de bevolkingsdichtheid is 50,7 inwoners per km².

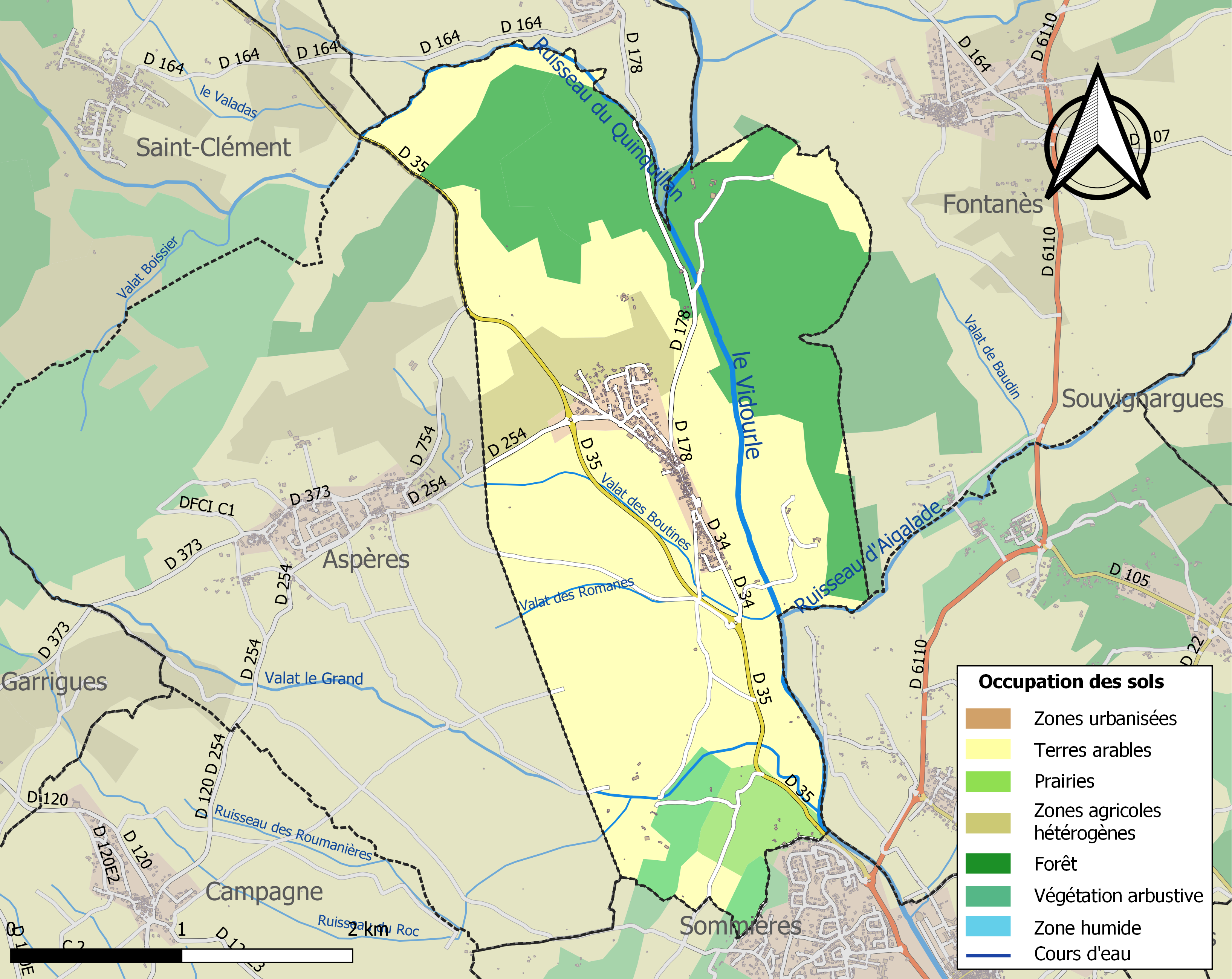
Kaart van de gemeente met de belangrijkste infrastructuur, bodemgebruik en omliggende gemeenten

## Demografie
Onderstaande figuur toont het verloop van het inwonertal (bron: INSEE-tellingen).